# Syndikus Jägerscher Bau

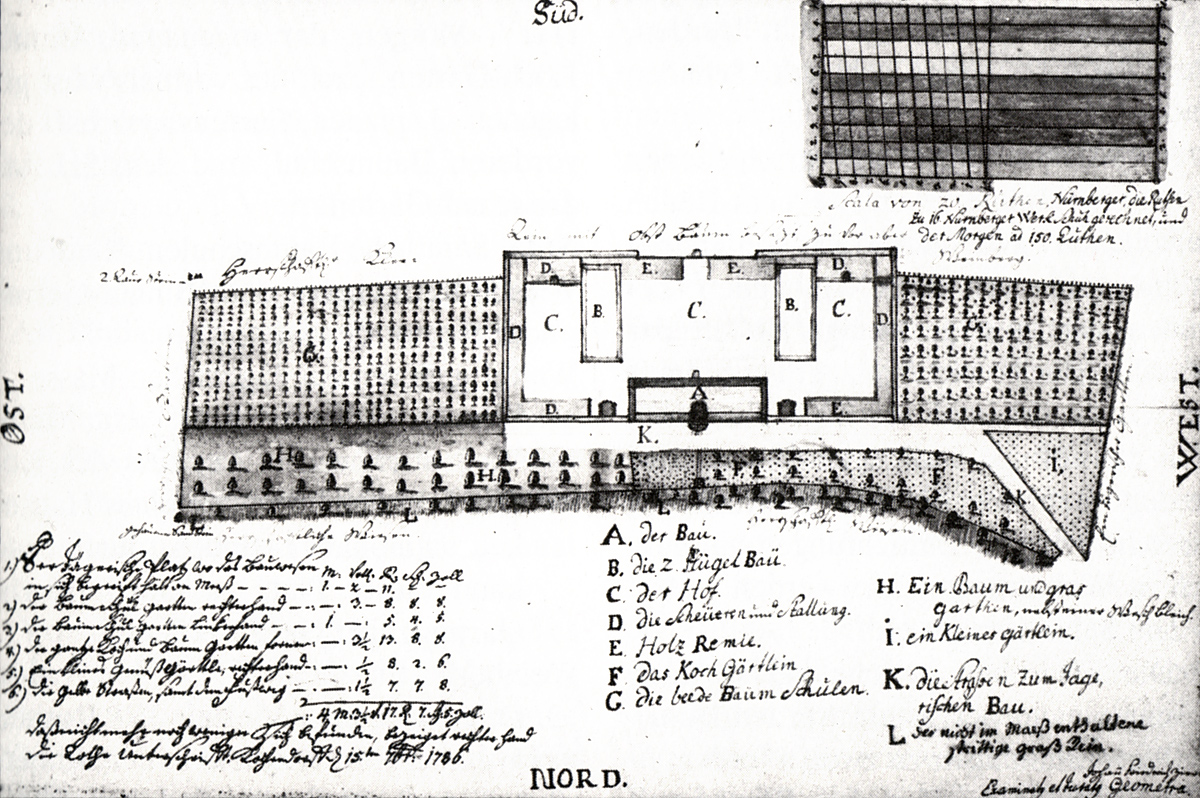
Plan des Syndikus Jägerschen Baus von 1786

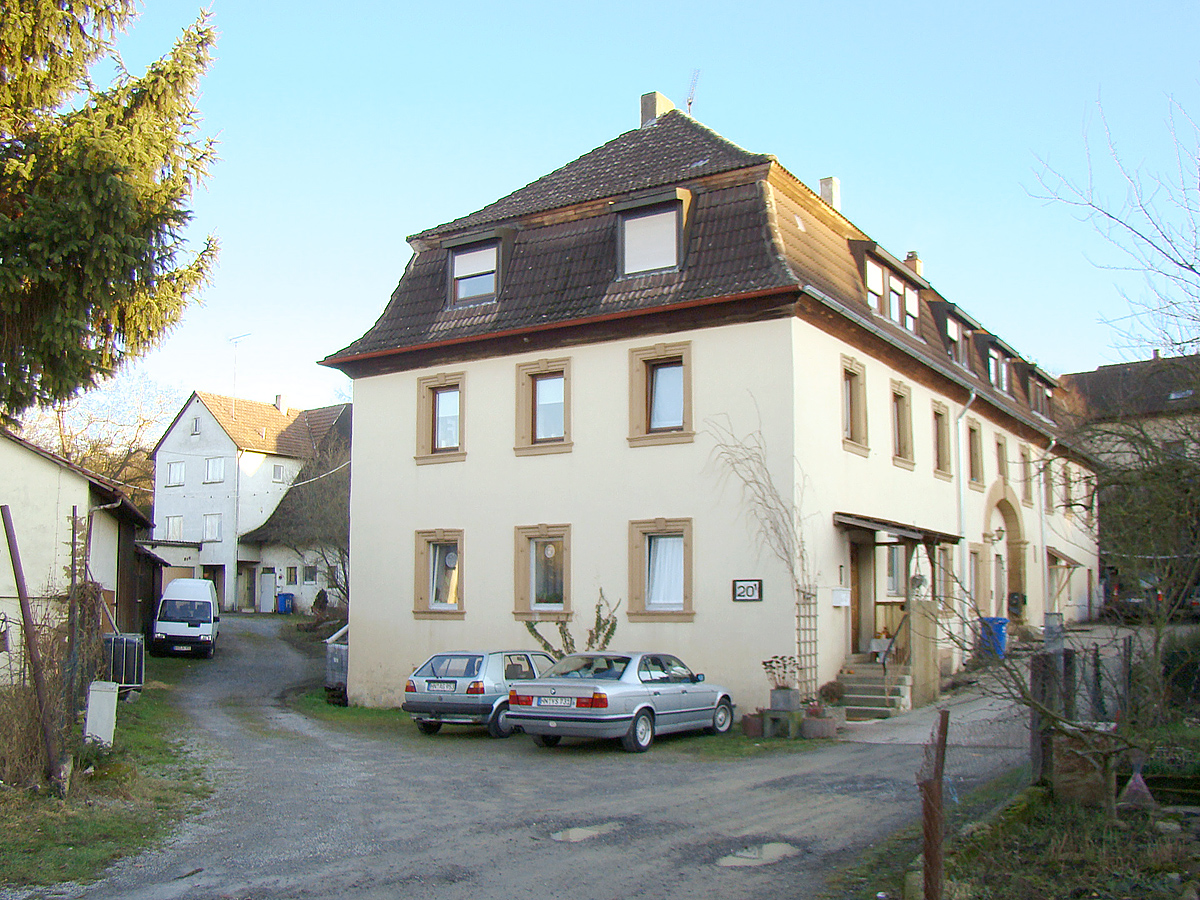
Östlicher Flügelbau

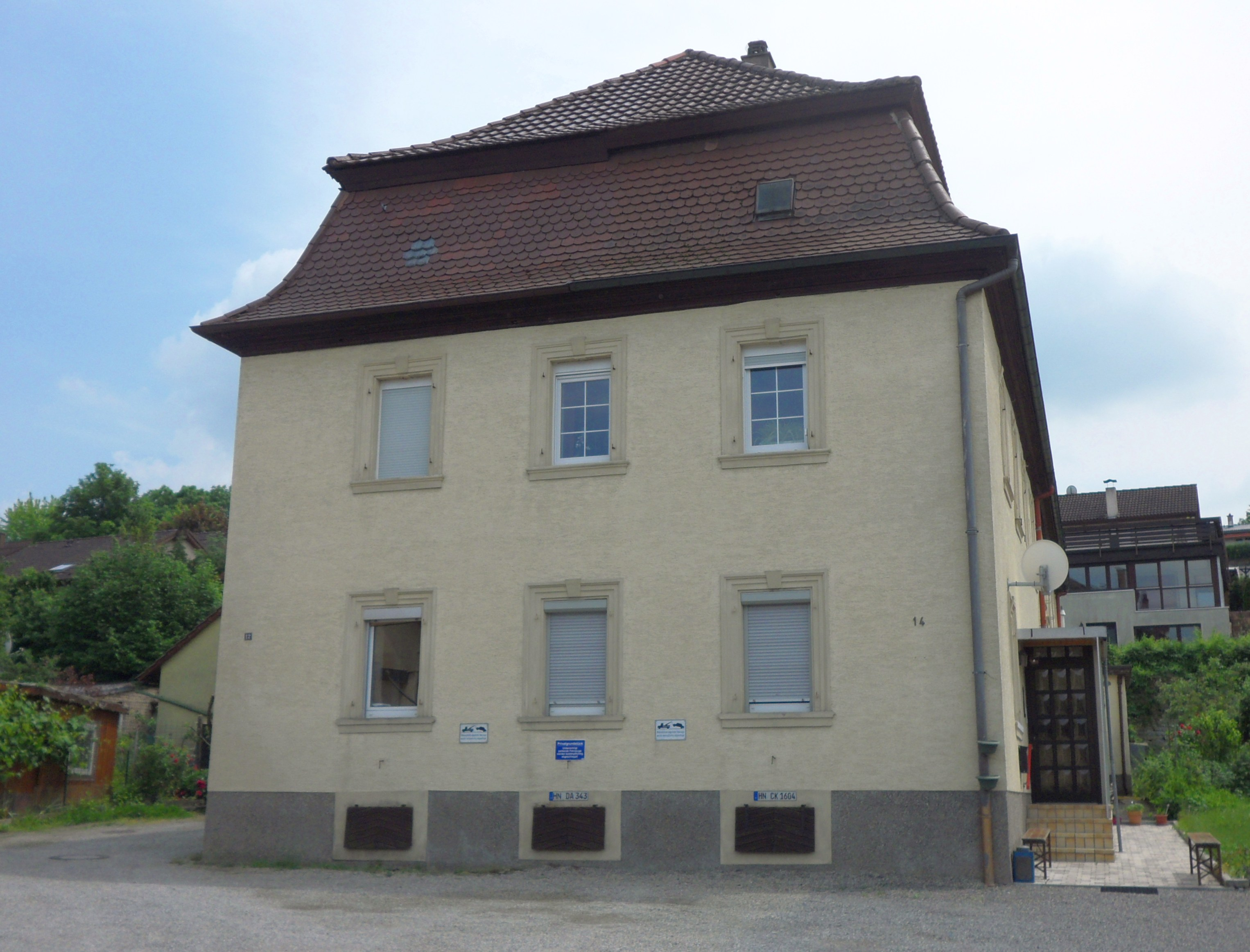
Westlicher Flügelbau

Der Syndikus Jägersche Bau war ein Anwesen in Kochendorf (heute Stadtteil von Bad Friedrichshall im Landkreis Heilbronn im nördlichen Baden-Württemberg), das in der zweiten Hälfte des 18. Jahrhunderts von Georg David Jäger als Gästehaus und Ritterakademie des Ritterkantons Odenwald erbaut wurde. Nachdem das Anwesen von 1795 bis 1806 mehrfach als Feldspital genutzt wurde, wurde der Hauptbau der Anlage bereits 1812 abgerissen. Die beiden Flügelbauten an der Binnetstraße sind bis heute erhalten.

## Geschichte
Jäger kam 1750 als Archivar zum Ritterkanton Odenwald und wurde nach wenigen Monaten Syndikus. Als der Kanton ab 1760 Besitz in Kochendorf erlangte und sich die Verlegung der Kantonskanzlei dorthin abzuzeichnen begann, plante Jäger, der auch Pächter der dortigen Adelsgüter wurde, den Bau eines Gästehauses für die zu erwartenden 30 bis 50 Reichsritter, die sich regelmäßig zu mehrwöchigen Konventen am Kanzleisitz einfinden würden. Jäger erhielt 1761 vom Kanton zwar 5000 Gulden, musste jedoch wegen des Widerstands einiger Ritterräte den Großteil des Baus selbst finanzieren.
Der Gebäudekomplex entstand von 1761 bis 1764 nahe der Kochendorfer Kocherbrücke und bestand (nach Erweiterung 1777) aus einem dreistöckigen massiven Hauptbau mit drei Wohnungen auf jeder Etage, Gesindewohnungen im Dachstuhl und Küche im Erdgeschoss über einem großen Keller, zwei südlich davon befindlichen zweistöckigen steinernen Flügelbauten sowie mehreren, um Haupt- und Flügelbauten einen rechteckigen Hof bildenden Nebengebäuden wie Wasch-, Back- und Schlachthaus, Obstmühle, Ställe, Holz- und Kutschenremisen. Die Gesamtkosten betrugen 65.000 Gulden, die sich jedoch bis zum Ende der letzten Bauerweiterung 1777 mit Zinsen auf einen Schuldenstand Jägers von 130.000 Gulden angehäuft hatten.
Das Anwesen diente vornehmlich der Unterbringung und Bewirtschaftung der ritterlichen Konventsteilnehmer, aber auch als Wohn- und Verwaltungssitz Jägers, der außerdem die Einrichtung einer Ritterakademie in dem Anwesen plante. Jäger war studierter Landwirt und wollte in Zusammenarbeit mit Johann Bernhard Basedow den adligen Gutsbesitzern die wirtschaftlich erfolgreiche Führung ihrer Güter, außerdem Kenntnisse in modernen Sprachen, Naturwissenschaften, Mathematik, Fechten, Reiten und Tanzen vermitteln. Basedow schlug als Direktor der Akademie den württembergischen Hofrat Johann Georg Schlosser vor, den Schwager Goethes.
Die Akademiepläne zerschlugen sich jedoch rasch, nachdem Jäger im Zusammenhang mit dem Konkurs des Ritterhauptmanns Meinhard Rüdt von Collenberg 1777 in Ungnade fiel und sich 1779 auf der Flucht erschoss. Das Anwesen wurde beschlagnahmt und 1788 vergeblich zum Kauf ausgeschrieben. In den Napoleonischen Kriegen diente es von 1795 bis 1797 als Feldspital der österreichischen Truppen. 1806 war es französisches Feldspital, 1808 gelangte es in den Besitz der Landvogtei Heilbronn und von dieser 1811 an den Senator und Löwenwirt Merkle aus Neckarsulm. 1812 wurde schließlich der Mittelbau abgerissen, die erhalten gebliebenen Flügelbauten kamen später an verschiedene Besitzer und werden gegenwärtig zu Wohnzwecken genutzt.